# Elena Șirman
Elena Mihailovna Șirman (în rusă Елена Михайловна Ширман; n. 21 ianuarie/3 februarie 1908, Rostov-pe-Don, Imperiul Rus – d. 10 august 1942, Remontnoe⁠(d), RSFS Rusă, URSS) a fost o poetă evreică rusă ucisă de naziști în timpul celui de-al Doilea Război Mondial.

## Biografie

### Tinerețe și educație
Elena Mihailovna Șirman s-a născut la 3 februarie 1908 în orașul Rostov-pe-Don din sudul Rusiei. Tatăl ei era navigatorul de flotă comercială Mihail Vulfovici Șirman (1879–1942), iar mama ei, Liubov Abramovna Șirman (născută Frumson, 1890–1942) a lucrat ca profesoară, a absolvit ulterior Institutul de Arheologie și a lucrat ca bibliotecară la un muzeu, a fost un membru fondator și membru al consiliului de administrație al Societății Regionale de Arheologie, Istorie și Etnografie Nord-Caucaziană din Rostov-pe-Don. Conacul familiei Șirman era situat pe strada Pușkinskaia⁠(d) nr. 154. Locuința lui M. V. Șirman⁠(d) era situată pe Bolșoi Prospekt⁠(d) nr. 16; casa bunicului ei, Abram Nohimovici (Nikolaevici) Frumson, era situată pe strada Kazanskaia⁠(d) nr. 76 (mai târziu clădirea telegrafului).
Elena Șirman a studiat la Colegiul de Bibliotecari din Rostov-pe-Don înainte de a se transfera la Departamentul de Limba și Literatura Rusă a Institutului Pedagogic de Stat din Rostov⁠(d), absolvindu-și studiile în 1933. După absolvire, a lucrat într-o bibliotecă și la mai multe muzee. În perioada 1937–1941 a studiat sub îndrumarea profesorului Ilia Selvinski⁠(d) la Institutul de Literaratură „Maxim Gorki” din Moscova⁠(d).

### Carieră
I-a plăcut de mică să scrie poezii și a început să publice în 1924, mai întâi în ziare din orașul natal Rostov și apoi în revistele moscovite Okteabr⁠(d) (Октябрь) și Smena⁠(d) (Смена). De asemenea, ea a cules și editat povești populare⁠(d).
Din 1933 până în 1936, ea a lucrat la diferite locuri de muncă, inclusiv contabilă pentru un grup de operatori de tractoare și asistentă de bucătărie la Selmaș, pe atunci cel mai mare producător de mașini de recoltat grâu din Uniunea Sovietică. În timp ce era la Selmaș, a predat, de asemenea, literatură și cultură copiilor muncitorilor din fabrici. În timp ce studia la Institutul Literar Gorki, ea a editat, de asemenea, mai multe periodice locale și a colaborat la ziarul pentru tineret Pionerskaia pravda⁠(d).
La începutul celui de-al Doilea Război Mondial, a fost înrolată în armată, unde a lucrat ca redactor la ziarul armatei, [[{{{2}}}|Preamoi navodkoi]]⁠(ru)[traduceți], în care au apărut multe dintre poeziile ei satirice. Ea a scris, de asemenea, textul unor afișe și pliante de propagandă. Volumul de poezii Бойцу Н-ской части a fost publicat în 1942.

### Viața personală
O mare parte din poeziile Elenei Șirman se concentrează pe dragostea ei neîmpărtășită pentru un bărbat mai tânăr pe nume Valeri Marcihin. Ea l-a întâlnit pentru prima dată pe Marcihin când ea avea 20 de ani și preda scriere creativă tinerilor cu vârsta cuprinsă între 13 și 15 ani; el era cel mai promițător elev al ei. Ea a continuat să corespondeze cu el până la sfârșitul anilor 1930.
În anul 1939 s-au întâlnit din nou. În acel moment, Marcihin era un soldat tânăr și frumos în Armata Roșie, iar Șirman era o femeie de 31 de ani, singuratică, stângace din punct de vedere social. Elena Șirman s-a îndrăgostit de el și i-a scris mai multe scrisori, precum și poezii. Nu a primit vestea morții lui în 1941 și a presupus că pur și simplu nu era interesat de ea. Cel mai cunoscut poem al ei, intitulat simplu Ultimul poem, este scris sub forma unei scrisori de adio către Marcihin. În poem, naratoarea (se presupune că ar fi Elena Șirman) speculează că probabil că va muri în curând; nu este clar dacă prin crimă, sinucidere sau orice altă cauză.

### Moartea și moștenirea
În iulie 1942, în timp ce călătorea prin zona frontului în calitate de membru al grupului editorial al ziarului regional sovietic Molot⁠(d) (Молот, „Ciocanul”)), ea a fost capturată de naziști la gara Remontnaia din regiunea Rostov și nu s-a mai auzit niciodată de ea. Abia după douăzeci de ani au ieșit la iveală detaliile morții ei. Potrivit unei femei care locuia în casa de lângă gară, pașaportul sovietic al lui Șirman indica că era evreică; ca urmare, ea a fost inclusă, împreună cu părinții ei, într-un grup de evrei din Rostov care au fost arestați și uciși. Șirman a fost forțată să privească cum naziștii i-au împușcat părinții și apoi au săpat mormintele lor. A doua zi a fost nevoită să se dezbrace și să-și sape propriul mormânt, apoi a fost bătută până la moarte cu lopata. Martorul a reușit să salveze câteva dintre caietele lui Șirman din mormanul de gunoi, unde le aruncaseră naziștii.
O colecție de poezii a Elenei Șirman a fost publicată la Moscova în 1969, iar opera ei este inclusă în mai multe antologii în limba rusă. Natalia Bakulina a publicat o relatare despre prietenia ei cu Șirman („Lena”). O selecție a poemelor lui Șirman, traduse în engleză, apare în Young Jewish Poets Who Fell as Soviet Soldiers in the Second World War de Rina Lapidus, care o descrie pe Șirman ca fiind o feministă involuntară.

## Lucrări
- Васильченко М. Е., Ширман Е. М. (ed.), Изумрудное кольцо („Inelul de smarald”, povești). — Ростов-на-Дону, 1937.
- Бойцу Н-ской части (poezii). — Ростов-на-Дону, 1942.
- Жить!: стихи (poezii). — Советский писатель, Москва, 1969.
- Советские поэты, павшие на Великой Отечественной войне. – М.-Л., 2005. (серия «Новая библиотека поэта»).